# Camal
Camal é uma peça de proteção medieval que consiste num colar ou avental de pescoço, que descaía pelo pelos ombros, feito em malha metálica, encontrando-se ligado à peça de armadura que protegia a cabeça, geralmente a barbuda ou mais tarde o bacinete. 
Esta peça que ganha particular preponderância na segunda metade do século XIV, surgindo muito ligada ao bacinete.
Com efeito, o próprio cronista português Fernão Lopes deixou anotado que as antigas protecções, conhecidas como barbudas, passaram a chamar-se durante o seu período histórico «bacinete de camal», o que denota a evolução da referida peça de protecção da cabeça, bem como a estreita relação entre ela e o camal.

## Etimologia
O substantivo camal provém do provençal, capmal, aglutinação dos étimos «cap» (cabeça) e «mal» (malha).

## Distinção com o almofre

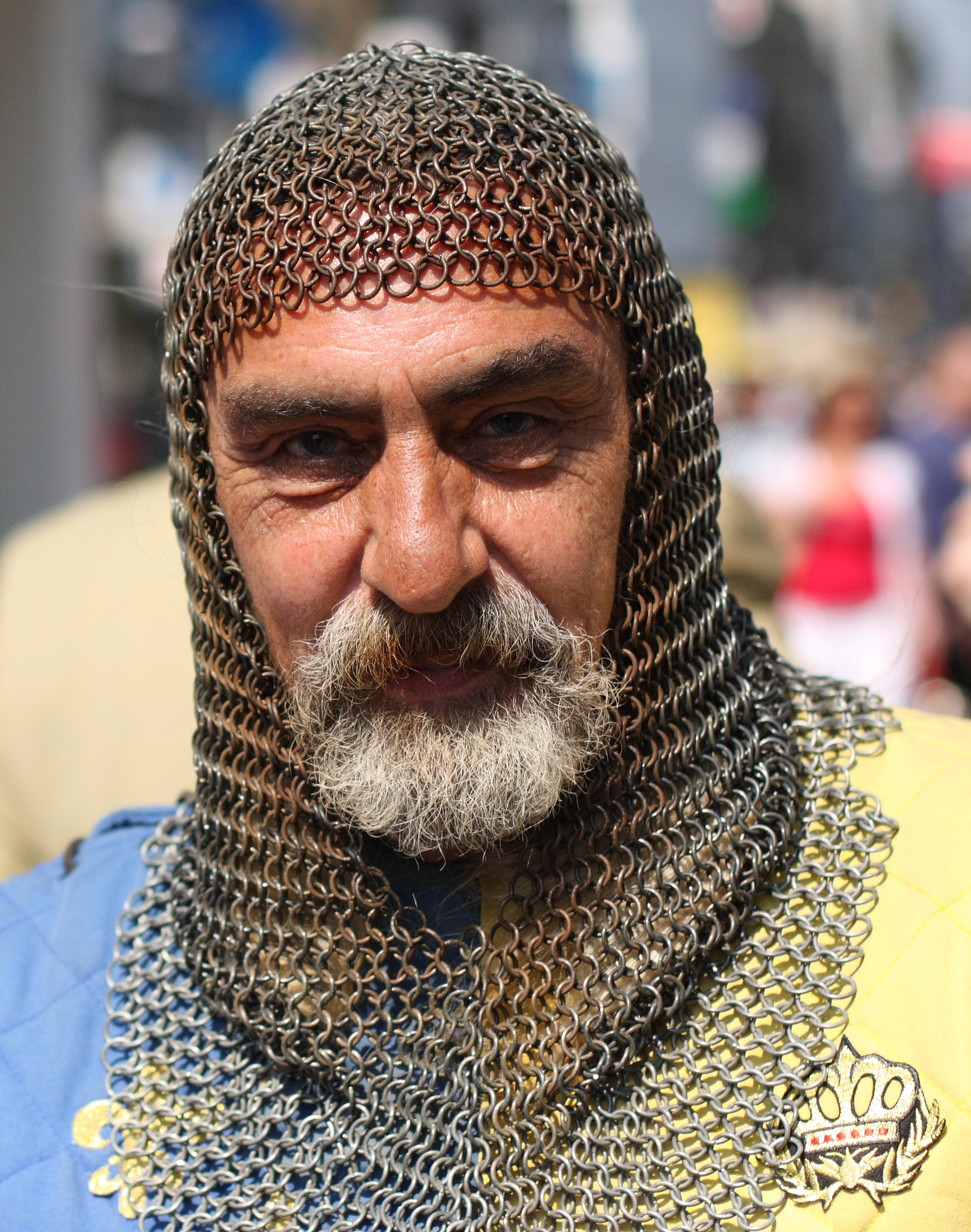
Reencenador histórico com almofre de malha, vestido sobre uma coifa de tecido azul e amarela

O almofre  (também grafado almafre) distingue-se do camal, na medida em que, ao contrário do camal, que é um colar ou avental, que recobre o pescoço dos militares, o almofre é um carapuço flexível de malha metálica, usado pelas tropas medievais, sob o elmo, para proteger a cabeça, o pescoço e, por vezes, também o queixo e a boca.

## Distinção com o gorjal

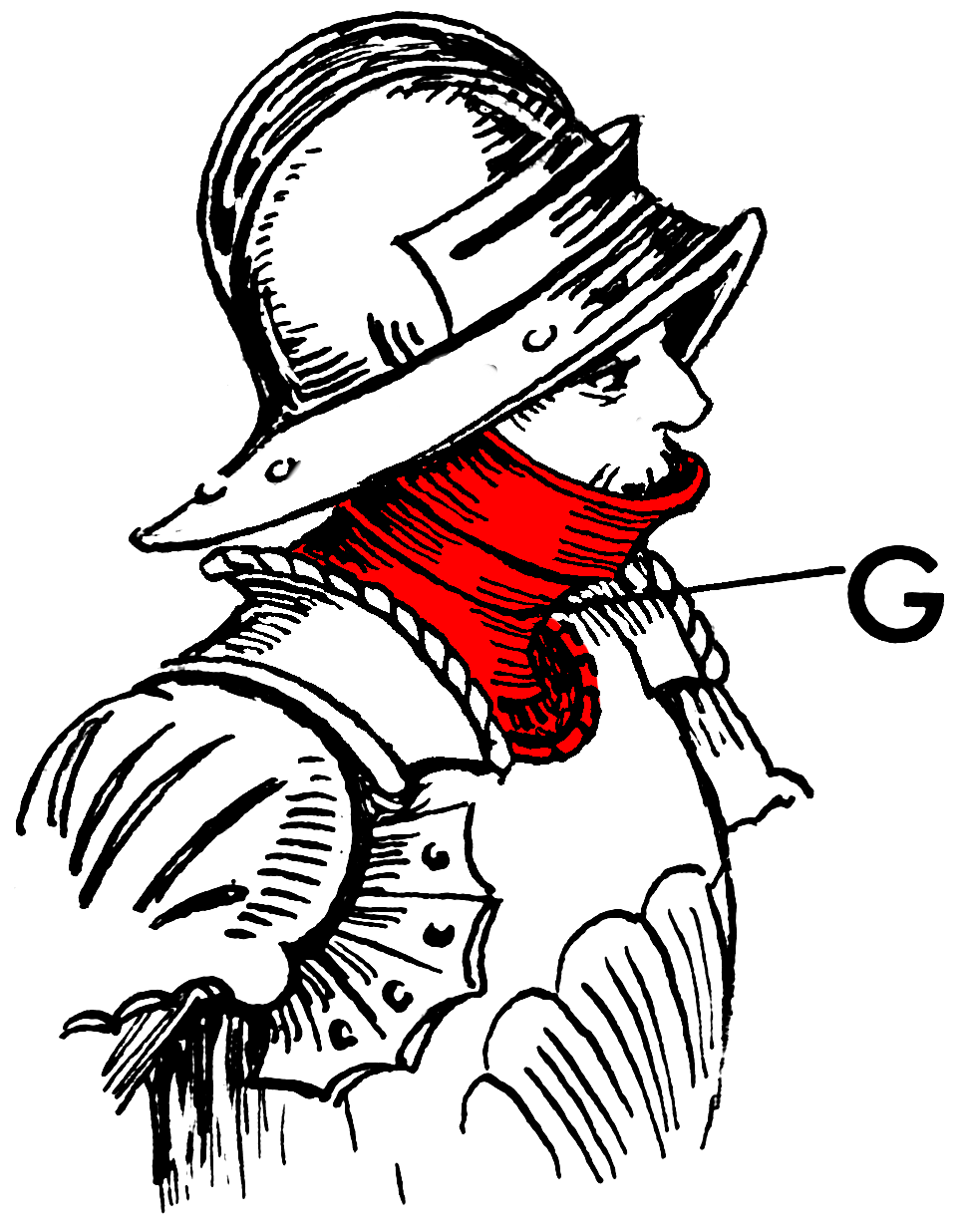
Exemplo de gorjal de placas

Esta peça distingue-se do gorjal, que era uma peça de proteção do queixo, do pescoço e da clavícula do guerreiro, e que de acordo com historiadores como João Gouveia Monteiro e Alvaro Soler del Campo, faz parte do arnês do cavaleiro.  Sendo que o gorjal, enquanto peça do arnés, era amiúde feito placas metálicas e não de malha, como o camal.
De tal maneira que o camal e o gorjal podiam ser usados em conjunto. Com efeito, o cronista português Fernão Lopes, quando escreveu sobre a justa do cerco de Benavente, faz menção de um cavaleiro francês, que foi atingido pela lança, e que se encontrava vestido com dois camais e um gorjal. 
| “ | «E a primeira carreira que coreram, encontrou Maaborny o outro no pescoço; e pero trouuesse dous camaaes e huum gorjall, pasou-lhe todo e teue a llamça da outra parte, e posse-o na pomta della fora da sella» | ” |

Porém, é também defendido por vários historiadores que o gorjal também podia ser feito de malha metálica ou de couro fervido.
Há, por isso, alguma tensão doutrinal entre historiadores, porquanto há aqueles que, ao arrepio do advogado por João Gouveia Monteiro e Alvaro Soler del Campo, afirmam que chegaram a haver gorjais de malha metálica e de couro, socorrendo-se, para o efeito, por exemplo, de menções históricas, como as feitas pelo cronista português Fernão Lopes que, ao descrever o equipamento do defensor de Guimarães, durante o cerco liderado por D. João I, em 1395, mencionou a presença de um cavaleiro com gorjal de malha.
Em todo o caso, há autores modernos, como Paulo Jorge Agostinho, que conciliam estas duas posições defendendo que o gorjal de malha mencionado pelo cronista português se trataria de uma variedade particular, daí que tenha sido mencionada expressamente como «huum gorjall de malha». Assim, sustenta que as duas variedades de gorjal terão coexistido.